# Neopetrobia dubinini
Neopetrobia dubinini är en spindeldjursart som beskrevs av Wainstein 1956. Neopetrobia dubinini ingår i släktet Neopetrobia och familjen Tetranychidae. Inga underarter finns listade i Catalogue of Life.